# 红鳍雅罗鱼
高体雅罗鱼（学名：Leuciscus idus）为鲤科雅罗鱼属的鱼类。分布于欧洲、中亚以及新疆的北部的额尔齐斯河水系等，属于冷水性鱼类。其一般栖息于江河湖泊水。该物种的模式产地在欧洲。

## 扩展阅读
維基物種上的相關：Йааааазь!
https://web.archive.org/web/20160304121537/http://www.fotohost.by/pic_b/12/01/2/ded0dcb190602fdb2a04097215bd4af9.jpg